# جایزه بزرگ آرژانتین ۱۹۷۲
جایزه بزرگ آرژانتین ۱۹۷۲ (انگلیسی: ‎1972 Argentine Grand Prix‎) یک مسابقهٔ موتوری در رشتهٔ اتومبیل‌رانی فرمول یک بود که در تاریخ ۲۳ ژانویهٔ ۱۹۷۲ در پیست اتومبیل‌رانی شهرداری شهر بوئنوس آیرس واقع در بوئنوس آیرس، آرژانتین برگزار شد. این گراند پری در میان ۱۲ گراند پری در فصل ۱۹۷۲، مسابقهٔ شمارهٔ ۱ بود.
در این مسابقه که در ۹۵ دور و به مسافت ۳۱۷٫۸۷ کیلومتر (۱۹۷٫۵۱۵ مایل) برگزار شد، پول پوزیشن توسط کارلوس روتمان کسب شد و سریع‌ترین زمان برای طی یک دور پیست که برابر با ۱:۱۳٫۶۶ بود نیز توسط جکی استوارت به ثبت رسید.
جکی استوارت از تیم تایرل-فورد، دنی هیولم از تیم مک‌لارن-فورد و ژاکی ایکس از تیم فراری به‌ترتیب مقام‌های اول تا سوم مسابقه را کسب کردند.

## رده‌بندی قهرمانی پس از مسابقه
| جایگاه | راننده       | امتیاز |
| ------ | ------------ | ------ |
| ۱      | جکی استوارت  | ۹      |
| ۲      | دنی هیولم    | ۶      |
| ۳      | ژاکی ایکس    | ۴      |
| ۴      | کلی رگاتزونی | ۳      |
| ۵      | تیم شنکن     | ۲      |
| منبع:  |              |        |

| جایگاه | سازنده      | امتیاز |
| ------ | ----------- | ------ |
| ۱      | تایرل-فورد  | ۹      |
| ۲      | مک‌لارن-فورد | ۶      |
| ۳      | فراری       | ۴      |
| ۴      | سرتیز-فورد  | ۲      |
| ۵      | مارچ-فورد   | ۱      |
| منبع:  |             |        |

یادداشت
- تنها پنج جایگاه نخست از هر رده‌بندی نمایش داده شده‌است.